# فرودگاه کوبان
فرودگاه کوبان (به انگلیسی: Cobán Airport) (به زبان بومی: Aerodomo de Cobán) یک فرودگاه همگانی با کد یاتا CBV است که یک باند فرود آسفالت دارد و طول باند آن ۱۰۱۸ متر است. این فرودگاه در کشور گواتمالا قرار دارد .